# Lucy Neville-Rolfe, Baroness Neville-Rolfe

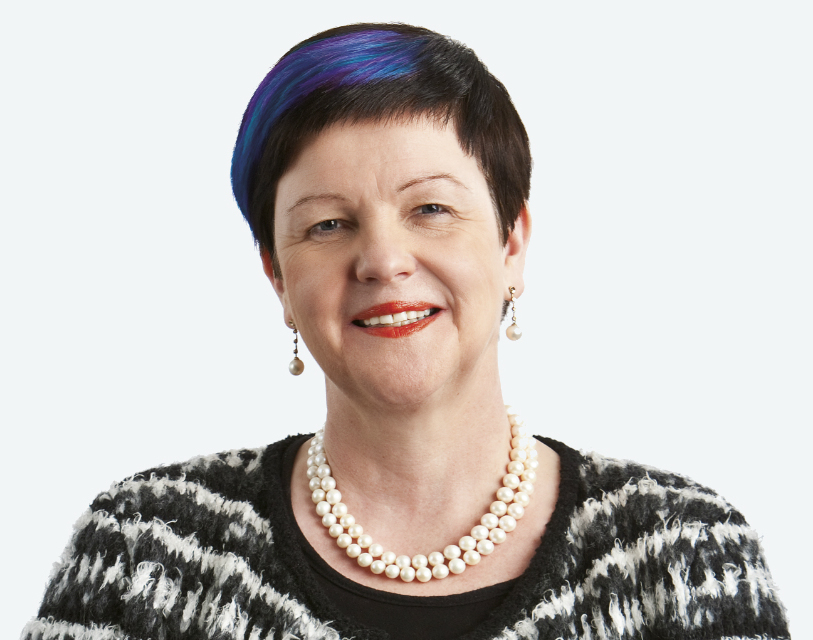
Lucy Neville-Rolfe, Baroness Neville-Rolfe (2014)

Lucy Jeanne Neville-Rolfe, Baroness Neville-Rolfe, CMG, DBE (* 2. Januar 1953) ist eine britische Verwaltungsbeamtin, Wirtschaftsmanagerin und Politikerin der Conservative Party. Seit September 2013 ist sie als Life Peeress Mitglied des House of Lords.

## Leben
Lucy Neville-Rolfe wurde als Tochter eines Landwirts geboren. Ihre Eltern hatten fünf Kinder. Sie wuchs auf einer Farm in bescheidenen und finanziell angespannten Verhältnissen auf. Ihre Eltern hatten jedoch Interesse für Politik und verfügten über eine gute Bildung. Sie besuchte zunächst eine Klosterschule und später das Somerville College der University of Oxford. Dort studierte sie Politikwissenschaften, Philosophie und Wirtschaftswissenschaften. Sie schloss an der Universität Oxford jeweils mit einem Bachelor und einem Master of Arts in den genannten Fächern ab. Sie absolvierte außerdem eine staatliche Ausbildung als geprüfte Bürofachangestellte (sog. „Chartered Secretary“).
1973 trat sie als Staatsbeamtin in das Britische Agrarministerium (Ministry of Agriculture, Fisheries and Food) ein. Von 1977 bis 1979 war sie Privatsekretärin des damaligen britischen Landwirtschaftsministers John Silkin. Anschließend arbeitete sie in verschiedenen Abteilungen des Ministeriums, u. a. in den Abteilungen European Community Sheepmeat and Milk (1979–1986), Land Use (1986–1988) und in der Food Safety Act Division (1988–1990). Von 1990 bis 1992 leitete sie als „Head of Personnel“ die Personalabteilung des Britischen Landwirtschaftsministeriums.
Von 1992 bis 1994 war sie Mitglied der Number 10 Policy Unit, einer Stabsabteilung des britischen Premierministers. Sie war für die Bereiche Innenpolitik und Justiz (Home and Legal affairs) zuständig. Von 1995 bis 1997 war sie Direktorin (Director) der Deregulation Unit, zuerst im Department of Trade and Industry (DTI) und anschließend im Cabinet Office. 1997 wechselte sie als Managerin in die Wirtschaft.
1997 trat sie als „Group Director of Corporate Affairs“ bei dem britischen Einzelhandelsunternehmen Tesco ein. Sie wurde später dort „Company Secretary“ (2004–2006). 2006 wurde sie in den Vorstand von Tesco (Tesco plc Board) berufen; dort war sie von Dezember 2006 als „Executive Director“ (Corporate and Legal Affairs) als Vorstandsmitglied für die Geschäftsführung und Geschäftsleitung verantwortlich. Diese Position hatte sie bis 2. Januar 2013 inne.
Von 1998 bis 2008 war sie Vize-Präsidentin von Eurocommerce (Euro Retail Federation), dem EU-weiten Handelsverband und Interessenvertretung des Einzelhandels mit Sitz in Brüssel. Von 2000 bis 2005 gehörte sie als Non-Executive Director dem Board of Management des Foreign and Commonwealth Office an. Seit Juli 2012 ist sie Non-Executive President von Eurocommerce. Im Mai 2013 wurde sie in den Aufsichtsrat der Metro AG berufen.
Sie ist außerdem seit 2005 Mitglied des China Britain Business Council. Sie war Mitglied des UK India Business Council (2008–2013) und gehört jetzt dem UK India Advisory Council an. Sie ist Non-Executive Director von ITV plc (seit 2010), Mitglied des Aufsichtsrates von PricewaterhouseCoopers (PWC Advisory Board, seit 2013) und Governor der London Business School (seit 2011).

## Mitgliedschaft im House of Lords
Am 1. August 2013 wurde bekanntgegeben, dass Neville-Rolfe zum Life Peer ernannt und für die Conservative Party Mitglied des House of Lords werden sollte. Am 10. September 2013 wurde als Titel Baroness Neville-Rolfe, of Chilmark in the County of Wiltshire, zum Life Peer erhoben und ist dadurch seither Mitglied des House of Lords. Am 29. Oktober 2013 wurde sie, mit Unterstützung von Sarah Hogg, Baroness Hogg und Richard Fletcher-Vane, 2. Baron Inglewood, offiziell ins House of Lords eingeführt.

## Ehrungen und Auszeichnungen
2005 wurde Neville-Rolfe zum Companion des Order of St. Michael and St. George (CMG) ernannt; damit wurde ihre Arbeit für das Foreign and Commonwealth Office gewürdigt. 2012 wurde sie in den Queen’s Birthday Honours zur Dame des Order of the British Empire (DBE) ernannt, in Anerkennung ihrer Verdienste in der Wirtschaft und im Nonprofit-Bereich („in recognition of her services to industry and the voluntary sector“). 2007 erhielt sie den European Women of Achievement Award.
Sie ist Honorary Fellow des Somerville College der Universität Oxford. 2010 wurde sie Fellow des Institute of Chartered Secretaries and Administrators (FCIS).

## Privates
Neville-Rolfe ist mit dem früheren Staatssekretär im Britischen Landwirtschaftsministerium, Sir Richard Packer, verheiratet, den sie während ihrer gemeinsamen Tätigkeit im Britischen Landwirtschaftsministerium kennengelernt hatte. Packer war ihr Vorgesetzter im Department for Environment and Rural Affairs. Sie ist Mutter von vier mittlerweile erwachsenen Söhnen. Zu ihren Hobbys gehören Cricket, Pferderennen, Theater, Kunst, Architektur und Gartenarbeit. Zu ihrem persönlichen Erkennungszeichen gehören auffällige blaue Strähnen in ihrer Haarfrisur.